# Лебу (Чиле)
Лебу (шп. Lebu) је општина у Чилеу. По подацима са пописа из 2002. године број становника у месту је био 20.838.

## Демографија
| 2002.  |
| ------ |
| 20,838 |